# تپه گمرک
تپه گمرک مربوط به عصر آهن - دوره اشکانیان است و در شهرستان گرمی، بخش مرکزی، دهستان اجارود مرکزی، روستای آزادلی واقع شده و این اثر در تاریخ ۱۲ شهریور ۱۳۸۶ با شمارهٔ ثبت ۱۹۴۰۵ به‌عنوان یکی از آثار ملی ایران به ثبت رسیده است.